# Côte des Hibiscus

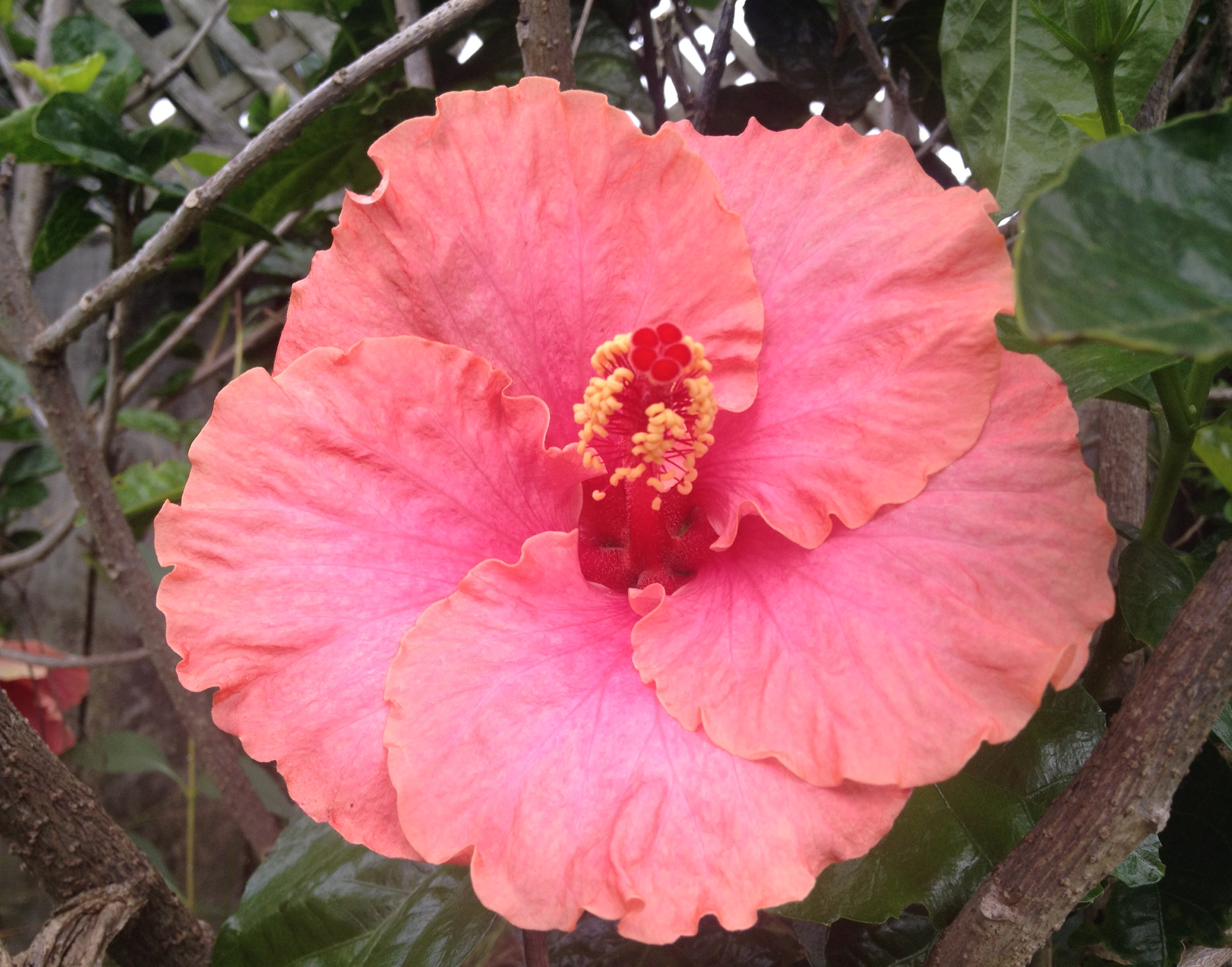
Un hibiscus de Nouvelle-Zélande.

La côte des Hibiscus (en anglais Hibiscus Coast) est une région côtière néo-zélandaise, constituant l'extrémité nord du golfe de Hauraki.